# استانیسواوا والاشیویچ
استانیسواوا والاشیویچ (لهستانی: Stanisława Walasiewicz؛ ۳ آوریل ۱۹۱۱ – ۴ دسامبر ۱۹۸۰) دونده و وزشکار پرش طول زن اهل لهستان بود.
وی در مسابقات بین‌المللی در مجموع برندهٔ ۷ مدال طلا و ۳ مدال نقره شده‌است.